# Batalla de Roncesvalles
La batalla de Roncesvalles se libró el 15 de agosto de 778 (según otros autores, en alguna fecha no identificada de 808), posiblemente en Valcarlos, en las proximidades del desfiladero de Roncesvalles del Pirineo navarro, cuando un gran ejército de vascones emboscaron a una parte del ejército de Carlomagno tras su invasión de la Península ibérica. La batalla ocurrió en el contexto de los intentos de realizar en la zona una Marca Hispánica carolingia, que en el territorio pamplonés se logró únicamente durante 10 años, de 806 a 816.
El ataque de los vascones fue una represalia por la destrucción, por orden de Carlomagno, de los muros de su capital, Pamplona. Mientras los francos se retiraban cruzando los Pirineos de vuelta a Francia, como tesis más probable, la retaguardia del ejército de Carlomagno se vio cortada, hizo una última defensa y fue completamente aniquilada. Entre los que murieron en la batalla se encontraba Roldán, un comandante franco. Roldán cayó en combate a manos del palentino Bernardo del Carpio. Su muerte lo elevó a él y a los paladines, los principales guerreros de la corte de Carlomagno, a la leyenda, convirtiéndose en el modelo por excelencia de los caballeros y también influyendo en gran medida en el código de caballería de la Edad Media.
Existen numerosas obras escritas sobre la batalla, algunas de las cuales modifican y exageran los acontecimientos. La batalla es relatada en el Cantar de Roldán, del siglo XI, la obra importante más antigua de la literatura francesa que se conserva, y en Orlando furioso, una de las obras más célebres de la literatura italiana. Adaptaciones modernas de la batalla incluyen libros, obras de teatro, obras de ficción y monumentos en los Pirineos.

## Ubicación
La ubicación exacta del lugar de la batalla se desconoce, ya que los cronistas carolingios no mencionan con un topónimo el puerto por donde pasaron las tropas ni el desfiladero donde aconteció la emboscada. La historiografía del siglo IX y tradicionalmente la población la situó en Luçayde (actual Valcarlos, Luzaide en euskera, la última procedente de Vallis-Karoli en relación con la mención explícita del valle de Carlos). Es a raíz de la Canción de Roldán, en el siglo XII (hacia 1150), cuando se localiza más al sur, en Rozaballes o Renzeval (Roncesvalles). En estudios recientes se dan distintas posibilidades. Así Rita Lejeune lo situó en el paso del Perthus, en los Pirineos orientales gerundenses actuales. El historiador Antonio Ubieto concluyó que fue en el puerto del Palo en el valle de Ansó del actual Pirineo oscense, cuando utilizaban la calzada romana de Zaragoza al Bearne. José María Jimeno Jurío en sus conclusiones, posteriores a los anteriores, se decanta por la hondonada de Valcarlos-Luzaide. Iñaki Sagredo, por su parte, lleva estudiando dicho suceso desde el año 2000. Sus primeras impresiones fueron publicadas en al reedición del libro de José María Jimeno en el año 2004. En su publicación posterior, año 2013, abre el abanico de posibilidades, si bien sigue anotando como principal lugar de la emboscada algún punto de la calzada romana entre Roncesvalles y San Juan de Pie de Puerto.

## Prolegómenos y batalla

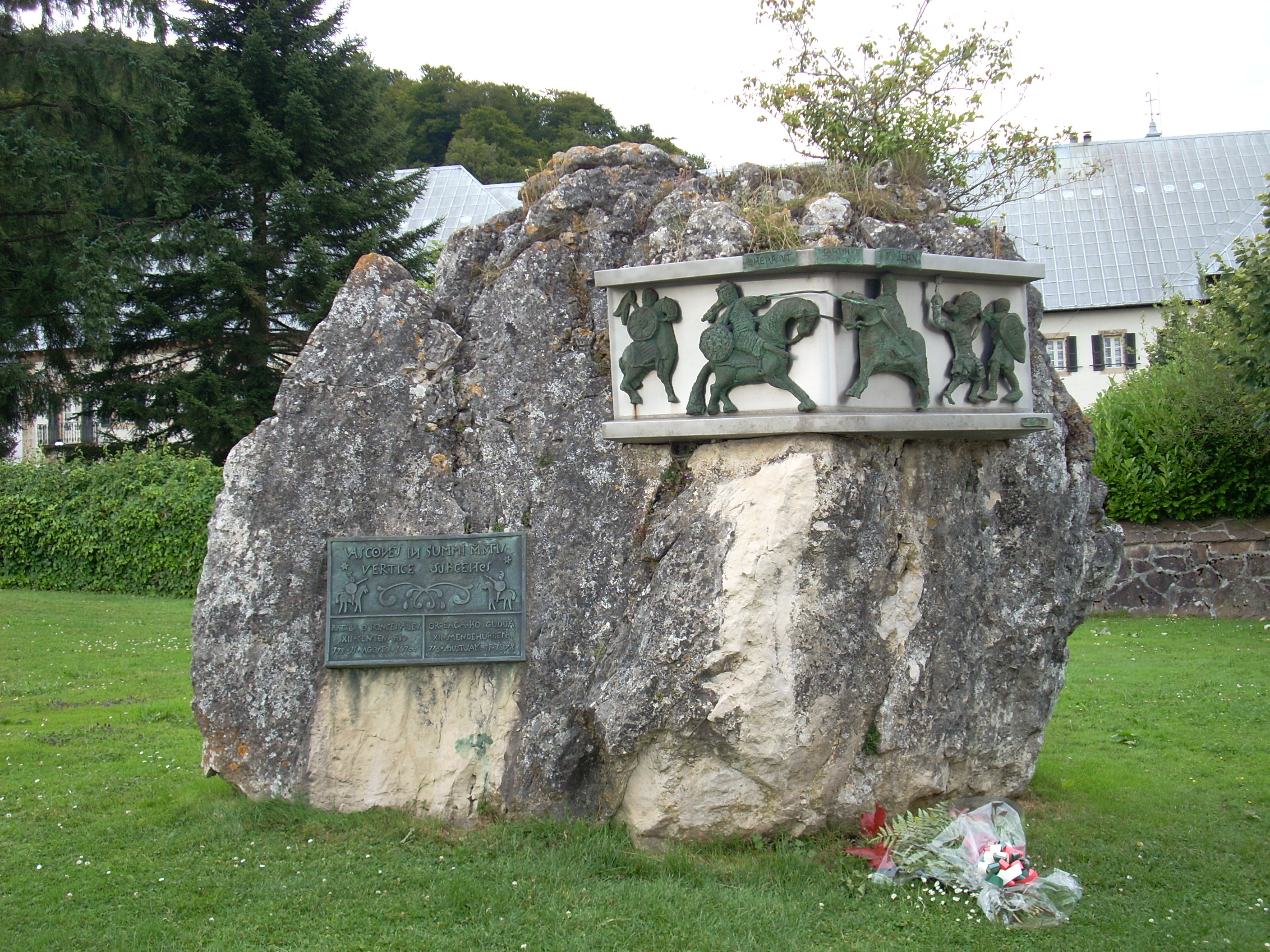
Monumento conmemorativo en Roncesvalles.

El interés de Carlomagno en los asuntos hispánicos le movió a apoyar una rebelión, iniciada un año antes en el valiato de la Marca Superior de al-Ándalus, de Sulaymán al-Arabí, valí de Barcelona, que pretendía alzarse a emir de Córdoba con el apoyo de los francos, a cambio de entregar al emperador franco la plaza de Saraqusta (Zaragoza).
Entre mayo y junio de 778 Carlomagno llegó a Pamplona, que capituló. Sin embargo, Sulaymán se negó a su llegada a entregar Zaragoza y Carlomagno puso asedio a la ciudad, capturando a Sulaymán, que marchaba junto a sus tropas a unirse a las fuerzas rebeldes al emir. Dado que llegó la noticia de la sublevación de los sajones, los francos levantaron el cerco e iniciaron la retirada llevándolo consigo como rehén. Al llegar de nuevo a Pamplona, Carlomagno arrasa las murallas, como se describe en los Anales regios y en los Annales de Gestis Caroli Magni del Poeta Saxo, y además destruye totalmente la ciudad para abandonarla y retornar al Pirineo por el mismo camino que en la venida.
Al paso por el desfiladero de Valcarlos (transformación etimológica de Vallis-Karoli), la retaguardia del ejército franco, unos 20 000 soldados acaudillados por Roldán, sobrino de Carlomagno, y por el resto de los Doce Pares de Francia, fue desbaratada el 15 de agosto de 778 por unas huestes formadas probablemente por contingentes de tribus vasconas. Sulaymán fue liberado en esta batalla.
Los primeros textos relatan que el ataque se efectuó sobre la cola de la retaguardia, como punto más débil, y que utilizaron la estrechez del camino (angustiae viae), lo angosto de los parajes (angustus locus) y los tupidos bosques (opacitas silvarum). Se lanzaron dardos y piedras y cayeron rodando pesadas rocas por las laderas, que sorprendieron al ejército creando pánico, que les hizo precipitarse por el barranco sin tiempo para reaccionar (Anales Regios, que llega hasta el año 829). Murieron un gran número de caballeros francos, entre los que destacaban Oliveros y Roldán. En los textos iniciales no se dice nada de la agonía y muerte de Roldán, ya que no se encontró su cadáver.

La Marca Hispánica a comienzos del, solo lograda y mantenida en el Pirineo occidental durante 10 años.

## Los atacantes
No se conoce con exactitud quiénes fueron los asaltantes. Los historiadores manejan tres hipótesis. La primera dice que fue una coalición de vascones y musulmanes; la segunda, una combinación de vascones de ambas laderas del Pirineo; y la tercera que fueron vascones ultrapirenaicos descontentos con el fortalecimiento del régimen franco en Aquitania. En una redacción casi coetánea de la época, en los Anales regios, hacen protagonistas de la emboscada únicamente a los vascones. Es en la Canción de Roldán y otros del siglo XII donde se sustituye a los atacantes por sarracenos, ya que describe un enorme ejército de cuatrocientos mil sarracenos distribuido en escuadrones a las órdenes de los doce Pares musulmanes (equivalente a la organización franca). Ramón Menéndez Pidal concluye que en la celada tomaron parte vascones y musulmanes juntos, en el contexto entre alianzas y relaciones familiares entre los primeros caudillos pamploneses y la familia Banu Qasi del valle del Ebro, que arrancan en el 734.

## Relatos sobre los hechos
No existen relatos sobre estos hechos de los vascones del siglo VIII, cuyos caudillos establecieron en los años siguientes el reino de Pamplona, que evolucionó al reino de Navarra.
Los principales textos carolingios recogidos en los Anales regios (hasta 829), Annales Mettenses priores, Vita Karoli Magni imperatoris de Eginhardo, Annales de Gestis Caroli Magni del Poeta Sajón y Vita Hludowici imperatoris del Astrónomo Lemosín recogen estos hechos en los años siguientes a la batalla.
Los Anales Mettenses Priores (hasta el 805) son anónimos y fueron escritos en Metz veinticinco años después de la masacre, son los más cercanos en el tiempo y aunque «silencian el desastre son valiosísimos por cuanto anotan expresamente la ruta seguida por Carlomagno entre Aquitania y Pamplona», como refiere José María Jimeno Jurío.
Los Anales Regios, también anónimos, fueron escritos cincuenta años después de los hechos:

Habiendo decidido volverse (a Francia), entró en los bosques del Pirineo (Pyrenei saltum ingressus est), desde cuyas cimas los vascones habían tendido una emboscada. Al atacar a la retaguardia (extremun agmen) se extiende el tumulto por todo el ejército (totum exercitum magno tumultu perturbant), y aunque los francos eran superiores a los vascones, tanto en armamento como en valor, lo escarpado del terreno y la diferencia en el modo de combatir los hizo inferiores. En la lucha fueron muertos la mayoría de los paladines que el rey había puesto al frente de las fuerzas. La impedimenta fue saqueada. El enemigo desapareció rápidamente gracias al conocimiento del terreno.
Anales regios

Eghinardo, que era el biógrafo de Carlomagno en el relato Vita Karoli Magni, realizado cincuenta años después, describe:

Marchó a Hispania con todas las fuerzas disponibles, y salvados los montes Pirineos, logró la sumisión de todas las fortalezas y castillos que encontró. Al regreso, en la misma cima de los Pirineos, tuvo que experimentar la perfidia de los vascones cuando el ejército desfilaba en larga columna, como lo exigían las angosturas del lugar. Los vascones emboscados en el vértice de la montaña, descolgándose de lo alto, empujaron al barranco a la columna que escoltaba la impedimenta que cerraba la marcha, provocando que los hombres se precipitasen al valle situado más abajo, y trabando la lucha los mataron hasta el último. Después de lo cual, apoderándose del botín, protegidos por la noche que caía, se dispersaron con gran rapidez. Ayudó a los vascones no solo la ligereza de su armamento, sino también la configuración del lugar en que la suerte se decidía. A los francos, tanto la pesadez de su armamento como el estar en un lugar más bajo, les hizo inferiores en todo momento. Entre otros muchos perecieron el senescal Egiardo, el conde de palacio Anselmo y Roldán, prefecto de la Marca de Bretaña. Este fracaso no pudo ser vengado inmediatamente, porque los enemigos se dispersaron de tal manera que ni siquiera quedó rastro del lugar donde podían hallarse.
Eghinardo, Vita Karoli Magni

El astrónomo Lemosín, biógrafo de Ludovico Pío:

Decidió atravesar los escarpados Pirineos, y con la ayuda de Cristo socorrer a la Iglesia que cruel yugo sarraceno. Había una montaña muy alta que casi toca el cielo; una montaña de escarpadas peñas, sombría por los tupidos bosques, tenebrosos y oscuros, y con estrechos senderos que entorpecen el paso tanto de un gran ejército como de un pequeño grupo. Carlomagno consiguió franquearla con la ayuda del cielo.
[...] La gloria de la feliz hazaña fue gravemente mancillada por la fortuna pérfida. Terminados los asuntos que le habían llevado a España, después de la feliz marcha de retorno, surgió un contratiempo. Los hombres de la retaguardia fueron degollados en la montaña.
Lemosín

El Poeta Sajón, un siglo después de la batalla, cuenta que el rey iba por delante y que ya había pasado los puertos cuando se produjo el ataque:

Habiendo penetrado (el rey) a su regreso en la profunda hondonada del Pirineo, cuando el ejército cansado atravesaba por los estrechos senderos, los vascones osaron poner asechanzas bajo el sumo vértice del monte. Una abominable muchedumbre de ladrones victoriosos que arrebatan el inmenso botín, matando a varios ministros palatinos encargados de custodiar las riquezas. Enriquecidos por los óptimos despojos, los ladrones huyen por senderos inabordables en medio de los bosques del profundo valle que solo ellos conocían. Se ponen a salvo gracias a la huida y a la noche que se echaba encima. No dejaron rastro y no hubo posibilidad de represalias.

Este suceso histórico también dio lugar a relatos y poemas épicos con versiones en el siglo X que llevarían a la leyenda recogida en la versión más antigua del Cantar de Roldán, conocido como el manuscrito de Oxford del siglo XII, compuesto por 4002 versos agrupados en estrofas relatando una batalla abierta localizada en Roncesvalles, en vez de una emboscada como en realidad fue y que cuenta que Roldán hizo sonar su olifante de marfil en el vértice de Ibañeta para advertir al grueso del ejército, que descansaba en Valcarlos. En la versión legendaria de la Chanson de Roland, Carlomagno creyó oír el olifante de Roldán pidiendo ayuda, pero Ganelón le convence de que no tiene importancia. Cuando caen heridos los doce paladines imperiales y Roldán, este arrojó al agua su gloriosa espada, «Durandarte», a fin de que no cayera en manos del enemigo.
Antes de esta versión existe una variante recogida por la Nota Emilianense, fechada por su descubridor Dámaso Alonso entre 1065 y 1075, donde aparecen los duodecim neptis (los futuros doce pares de Francia) con los nombres de Rodlane, Bertlane, Oggero Spatacurta, Ghigelmo Alcorbitunas, Olibero y del obispo Turpín. Esta Nota Emilianense emplaza la muerte de Roldán en Rozaballes.
En 1066, durante la batalla de Hastings, el juglar Incisor Ferri o Taillefer animó a los franceses cantando las hazañas de los héroes muertos en Roncesvalles:

Taillefer, qui mult bien chantout

sor un cheval que tost alout

devant le duc alout chantant

de Karlemaigne et de Rolant

et d´Oliver et des vassals

qui moururent en Rencevals.

En el libro IV del Codex Calixtinus (también denominado Historia Turpini y Pseudo Turpín), en tiempos de las cruzadas en Tierra Santa y la reconquista de al-Ándalus, se cuenta que Carlomagno en siete años conquistó toda la Hispania mora, excepto Zaragoza. La gesta de Roldán en Roncesvalles se relata en el capítulo XXI. La ubicación que realiza copia a la Canción de Roldán en la zona donde se fundará el hospital de Santa María en el 1132, pero como novedad utiliza el Vallis Karoli por donde camina la vanguardia francesa, que denota el uso ya popular de esta denominación. Hay un reconocimiento explícito de la utilización del camino de Luzaide/Valcarlos.